# Діна Мерілл
Ніденія Марджорі Гаттон (англ. Nedenia Marjorie Hutton), відома як Діна Меррілл (англ. Dina Merrill, 29 грудня 1923 — 22 травня 2017) — американська акторка, виконавча продюсерка та світська левиця.

## Біографія
Народилася в Нью-Йорку єдиною дочкою засновниці Post Foods Марджорі Меррівезер Пост (однієї з найбагатших жінок початку ХХ століття) і її другого чоловіка, біржового маклера з Уолл-стріт Едварда Френсіса Гаттона. Здобула освіту в Університеті Джорджа Вашингтона у Вашингтоні, округ Колумбія. 
Взявши псевдонім Діна Меррілл, дебютувала в кіно в 1957 році у фільмі «Кабінетний гарнітур» (англ. Desk Set). Після того зіграла кілька головних жіночих ролей у голлівудських фільмах, таких як «Операція „Спідня спідниця“» з Кері Грантом, однак в 1960-х в основному виконувала другорядні ролі дружин або подруг головних героїв. Отримала хороші відгуки критики за роль у фільмі «Весілля», проте після в основному з'являлася на телебаченні, в таких серіалах як «Бетмен», «Човен кохання» і «Готель». На більш пізньому етапі кар'єри знімалася у фільмах «У правдивому світлі» і «Гравець». Гаттон також виступала в ряді бродвейських постановок, найвідоміші з яких On Your Toes і Wit & Wisdom.
У 1946 році одружилася зі Стенлі М. Рамбофом-мол. (англ. Stanley M. Rumbough Jr), спадкоємцем Colgate-Palmolive та підприємцем. Народила трьох дітей. Вони розлучилися в 1966 році, тоді ж одружилася з актором Кліффом Робертсоном. У 1969 народила дочку Гізер, яка померла від раку в 2007 році. Розлучилася з Робертсоном в 1986 році, через три роки пошлюбила банкіра і колишнього актора Теда Гартлі (англ. Ted Hartley). У 1989 році вони купили контрольний пакет акцій кіностудії RKO Pictures.

## Вибрана фільмографія
- 1959 — «Операція Спідня спідниця» / (Operation Petticoat) — старша лейтенантка Барбара Дуран, Північна Кароліна, армія США
- 1961 — Молоді дикуни
- 1992 — Гравець
- 1998 — Могутній Джо Янг 